# Kiesen
Kiesen (gsw. Chise) – gmina (niem. Einwohnergemeinde) w Szwajcarii, w kantonie Berno, w regionie administracyjnym Bern-Mittelland, w okręgu Bern-Mittelland.
Gmina została po raz pierwszy wspomniana w dokumentach w 1236 roku jako Chisun. 

## Demografia
W Kiesen mieszka 1 012 osób. W 2020 roku 6,6% populacji gminy stanowiły osoby urodzone poza Szwajcarią.
W 2000 roku 95,4% (708 osób) populacji mówiło w języku niemieckim, 2,4% (18 osób) w języku albańskim. Siedem osób mówiło w języku serbsko-chorwackim, cztery w języku francuskim, trzy w języku włoskim, a jedna osoba w języku romansz.
Zmiany w liczbie ludności na przestrzeni lat przedstawia poniższy wykres:

## Transport
Przez teren gminy przebiega autostrada A6 oraz droga główna nr 6.